# Первый дивизион ПФЛ 2009
XVIII Первенство России по футболу среди клубов Первого дивизиона проходило с 28 марта по 4 ноября 2009 года.

## Ход турнира
25 декабря 2008 года Совет Профессиональной футбольной Лиги утвердил структуру календаря спортивного сезона 2009 года в Первом дивизионе. Стартует турнир 28 марта, а завершится 4 ноября, перерыв между 1-м и 2-м кругом продлится две недели с 10 июля по 24 июля. Система проведения матчей осталась прежней: они будут проводиться по той же «спаренной» системе, что и в предыдущем сезоне, межигровой цикл между нечётными и чётными турами составит 2 дня, а между чётными и нёчетными — 7 дней.
В декабре 2008 года от участия в Первом дивизионе по финансовым причинам отказался московский «Спортакадемклуб», а 15 января 2009 года его примеру последовал ростовский СКА, направивший в ПФЛ факс с просьбой перевести его во Второй дивизион ПФЛ. Ввиду того, что клубы, занявшие вторые места в своих зонах Второго дивизиона, отказались заполнить вакансии, ПФЛ предложила это право двум командам, занявшим третьи места в своих зонах Второго дивизиона: клубам «Нижний Новгород» и «Краснодар». Поскольку у многих клубов имелись финансовые проблемы, то в случае снятия ещё кого-либо, если бы вакансии заполнить не удалось, то ПФЛ рассматривала вариант сокращения числа клубов в Первом дивизионе в сезоне 2009 года до 18, что, по мнению президента ПФЛ Николая Толстых, было бы равносильно ЧП, поэтому, в случае снятия с соревнования ещё кого-либо, решено было предложить заполнить данные вакансии клубам, вылетевшим из лиги по итогам сезона 2008 года, однако, к данной мере в итоге прибегать не пришлось, поскольку больше никто с розыгрыша не снялся. Таким образом, Первый дивизион лишился половины команд, участвовавших в нём в 2008 году (2 вышли в Чемпионат, 7 — покинули дивизион по спортивным показателям, 2 отказались от участия по финансовым соображениям).
19 февраля 2009 года на очередном заседании Совета ПФЛ был утверждён состав участников и календарь. Сроки проведения турнира были установлены с 28 марта по 4 ноября.
Турнир начался 28 марта в 8:00 по UTC+3 (15:00 по местному времени — UTC+10) с матча «Луч-Энергия» — «МВД России» во Владивостоке. Первый гол сезона в тот же день забил Василий Кармазиненко в матче «СКА-Энергия» — «Чита» в Хабаровске.
Сезон отличался большим количеством тренерских перестановок по ходу турнира. Так, только за полтора месяца, с мая по середину июня, смены тренеров произошли в половине команд-участниц первенства.
Первая тренерская отставка произошла уже по завершении 7-го тура первенства: после поражения «Черноморца» в состоявшемся 30 апреля гостевом матче против клуба «Волгарь-Газпром-2» свой пост вынужден был покинуть главный тренер новороссийцев Николай Южанин.
После 9-го тура первенства произошла вторая тренерская отставка: 11 мая на пресс-конференции после домашнего поражения со счётом 1:2 от «Урала», объявил об отставке главный тренер «Шинника» Сергей Павлов, по его словам, данное решение он принял ещё накануне, и отставка состоялась бы при любом исходе игры. На следующий день на собрании руководство «Шинника» приняло отставку.
16 мая состоялась третья тренерская отставка, с поста ушёл главный тренер клуба «Луч-Энергия» Беньяминас Зелькявичус.
29 мая главный тренер «Балтики» Зураб Саная расторг контракт с клубом по обоюдному согласию сторон.
2 июня, после домашнего поражения со счётом 1:3 от хабаровского клуба «СКА-Энергия», руководством «Носты» был отправлен в отставку Сергей Подпалый.
5 июня, после 14-го тура, в отставку подал главный тренер нижегородской «Волги» Сергей Петренко.
6 июня в клубе «Нижний Новгород» произошла полноценная смена тренерского штаба, который вместо Михаила Афонина, возглавил Александр Григорян.
8 июня подал прошение об отставке наставник клуба «МВД России» Юрий Ковтун. Новым главным тренером команды стал Владимир Эштреков.
13 июня после домашнего поражения от «Анжи» (0:2) главный тренер «Урала» Александр Побегалов, руководивший командой с 2005 года, написал заявление об увольнении по собственному желанию, оно принято не было, Побегалов был отправлен в отпуск, а и.о. главного тренера команды стал Владимир Федотов. Через месяц отставка Побегалова была принята, а Федотов был утверждён в должности главного тренера.
16 июня, после 16-го тура, был уволен с поста главный тренер липецкого «Металлурга» Геннадий Стёпушкин, причиной тому стало 4-е поражение команды подряд.
По итогам первого круга первенства лидером стала «Алания», набравшая 39 очков. 2-е и 3-е место поделили «Шинник» и «Анжи», набравшие по 36 очков. 35 очков набрала «Сибирь», «Урал» набрал 32 очка.
Лучшим бомбардиром первого круга первенства стал игрок «Урала» Владимир Шишелов, забивший 12 мячей (из которых 4 с пенальти). Помимо этого, он же забил и больше всех мячей с игры — 8.
11 июля, после завершения первого круга, впервые в сезоне произошла вторая тренерская отставка в одном клубе. С поста главного тренера «Черноморца» был уволен Игорь Черний, а на его место назначен Александр Ирхин. При этом до конца сезона не доработал и Ирхин, покинув Новороссийск по семейным обстоятельствам, его сменил вернувшийся Черний. Также не доработали до конца сезона Франсиско Аркос и Иван Лях, сменившие Константина Емельянова (исполнявшего обязанности главного тренера после ухода Зелькявичуса) в «Луче» и Павлова в «Шиннике», соответственно. Владивостокскую команду возглавил покинувший по ходу сезона «Урал» Александр Побегалов.
Уже 17 июля, задолго до окончания первенства, определился первый неудачник сезона, им стал занимавший после первого круга предпоследнее 19-е место московский клуб «МВД России», члены правления которого в этот день приняли решение о выходе из состава ПФЛ, что означает автоматическое снятие со всех соревнований, проводимых организацией. Во всех оставшихся матчах соперникам «МВД России» были засчитаны технические победы со счётом 3:0.
9 августа владикавказская «Алания» проиграла на своём поле нижегородской «Волге» — 0:1. На следующий день возглавлявший «Аланию» с начала сезона Валерий Петраков покинул Владикавказ. Новым главным тренером «Алании» стал румынский специалист Мирча Редник. К ближайшей игре 12 августа дома с «КАМАЗом» (2:3) его заявить не успели, в должности «и.о.» руководил действиями команды в этом матче Алексанр Яновский. Следующий тур «Алания» пропускала (так как должна была играть с «МВД России»), и дебют Редника пришёлся на игру в Чите 20 августа. «Алания» победила со счётом 2:0, что стало поводом к освобождению от своего поста главного тренера «Читы» Олега Кокарева.
В сентябре произошла тренерская перестановка в подольском «Витязе»: и.о. главного тренера стал Андрей Новосадов, сменивший Сергея Балахнина. «Витязь» стал 13-м клубом, сменившим наставника по ходу сезона. Первый матч под руководством Новосадова «Витязь» провёл 19 сентября, на своём поле уступив «Сибири» — 0:2.
В октябре покинул Набережные Челны и перебрался в клуб Премьер-лиги самарские «Крылья Советов» главный тренер и генеральный директор «КАМАЗа» Юрий Газзаев, тренировавший челнинцев в течение семи последних лет. И.о. главного тренера стал Виталий Панов.
14 октября, после завершения 36-го тура первенства, «Чита», «Металлург» и «Черноморец» пополнили число неудачников розыгрыша, потеряв даже теоретические шансы на сохранение прописки в Первом дивизионе. В этом туре «Металлург» одержал выездную победу со счётом 2:1 над ещё одним претендентом на вылет «Ностой», которая, даже несмотря на поражение, на тот момент всё ещё сохраняла теоретические шансы на выживание, а «Черноморец» разгромил дома со счётом 4:0 хабаровский клуб «СКА-Энергия». Тем не менее, ни липчанам, ни новороссийцам эти победы не помогли продлить надежду на спасение.
25 октября, после завершения 38-го тура первенства, последним неудачником турнира стала «Носта», проигравшая во владикавказе «Алании» со счётом 0:4.
4 ноября, одержав победы в своих матчах заключительного 40-го тура, право выхода в РФПЛ завоевали «Анжи» и «Сибирь», занявшие по итогам сезона 1-е и 2-е места соответственно, причём «Сибирь» получила такое право впервые в своей истории. Это был первый случай за долгое время, когда судьба обеих путёвок в высший эшелон российского футбола решалась в последнем туре.
Лучшим бомбардиром турнира стал нападающий «Сибири» Алексей Медведев, забивший в ворота соперников 18 мячей, из которых 4 с пенальти.
25 ноября Совет Ассоциации ПФЛ утвердил итоги проведённых организацией в 2009 году соревнований, принял к сведению информацию о проектах регламента и структуры календаря будущего сезона, а также назвал лауреатов сезона среди футболистов и тренеров по результатам опроса клубов. Уже на следующий день состоялась Конференция ПФЛ, на которой было подтверждено решение Совета по утверждению итогов сезона 2009 года.
17 февраля 2010 департамент РФС по проведению соревнований прислал занявшей третье место «Алании» факс с сообщением, что владикавказский клуб включён в число участников Чемпионата на основании того, что членство в Высшей футбольной лиге России добровольно прекратил клуб «Москва». Юридическое утверждение «Алании» в качестве члена РФПЛ на заседании исполкома РФС было назначено на 25 февраля, со своей стороны руководство «Алании» направило в ПФЛ официальное письмо, в котором попросило исключить клуб из турнира Первого дивизиона. Рассмотрение этого заявления советом ПФЛ прошло 18 февраля, просьба владикавказцев была удовлетворена. Таким образом, ввиду форс-мажорных обстоятельств, по итогам сезона 2009 года в Чемпионат вышли сразу три лучшие команды Первого дивизиона. Этот случай стал первым за всё время существования турнира, когда право на повышение получил дополнительный клуб, ввиду снятия команды из элитного дивизиона почти перед самым стартом следующего розыгрыша. Более того, по итогам сезона 2009 года право на повышение в классе мог таким же образом получить и ещё один клуб Первого дивизиона, поскольку на грани снятия находилась ещё одна команда Премьер-Лиги — самарские «Крылья Советов». Но в итоге самарский клуб, благодаря вмешательству государства, смог решить свои проблемы и принять участие в новом сезоне чемпионата.

## Регламент

### Квалификация и понижение
Как и в предыдущие сезоны, две команды, занявшие 1 и 2 места по итогам чемпионата, получат право выступать в следующем сезоне в Высшем дивизионе, а пять команд, занявших места с 16 по 20, покинут Первый дивизион и перейдут во Второй дивизион ПФЛ.

### Дополнительные показатели
В случае равенства очков используются дополнительные показатели в следующем порядке:
1. наибольшее число побед во всех матчах
2. результаты игр между собой (число очков, число побед, разность забитых и пропущенных мячей, число забитых мячей, число мячей, забитых на чужом поле)
3. разность забитых и пропущенных мячей во всех матчах
4. число забитых мячей во всех матчах
5. число мячей, забитых на чужих полях во всех матчах
6. жребий

## Участники
В сезоне 2009 года в первом дивизионе выступали следующие 20 команд (в скобках — место, занятое командой в прошлом сезоне):
| Клуб                                      | Город            | Стадион                                | Вместимость | Владельцы и Генеральные спонсоры                                                                              |
| ----------------------------------------- | ---------------- | -------------------------------------- | ----------- | --- |
| «Алания» (10)                             | Владикавказ      | Спартак                                | 32 464      | Администрация Северной Осетии                                                                                 |
| «Анжи» (6)                                | Махачкала        | Динамо                                 | 16 000      | Дагнефтепродукт                                                                                               |
| «Балтика» (7)                             | Калининград      | Балтика                                | 14 660      | Администрация Калининградской области                                                                         |
| «Витязь» (11)                             | Подольск         | Труд                                   | 13 000      | Сергей Лалакин, Благотворительный фонд Наследие, Подольская федерация футбола                                 |
| «Волга» (1, 2Д «Урал-Поволжье»)           | Нижний Новгород  | Полёт (1-й круг), Локомотив (2-й круг) | 4 600       | Межрегиональная распределительная сетевая компания Центра и Приволжья, объединённая металлургическая компания |
| «Волгарь-Газпром-2» (1, 2Д «Юг»)          | Астрахань        | Центральный                            | 18 500      | Астраханьгазпром                                                                                              |
| «КАМАЗ» (3)                               | Набережные Челны | КАМАЗ                                  | 10 000      | КАМАЗ |
| «Краснодар» (3, 2Д «Юг»)                  | Краснодар        | Кубань                                 | 35 200      | Сергей Галицкий                                                                                               |
| «Луч-Энергия» (16, ПЛ)                    | Владивосток      | Динамо                                 | 10 000      | Администрация Приморского края                                                                                |
| «МВД России» (1, 2Д «Запад»)              | Москва           | Авангард                               | 6 000       | |
| «Металлург» (1, 2Д «Центр»)               | Липецк           | Металлург                              | 14 830      | Администрации Липецка и области, Новолипецкий металлургический комбинат                                       |
| «Нижний Новгород» (3, 2Д «Урал-Поволжье») | Нижний Новгород  | Северный                               | 3 300       | Промсвязьбанк, Нижегородский водоканал, администрации Нижнего Новгорода и области                             |
| «Носта» (5)                               | Новотроицк       | Металлург                              | 6 000       | ОАО Уральская сталь, НП Искусство и спорт                                                                     |
| «Салют-Энергия» (12)                      | Белгород         | Салют                                  | 12 000      | Администрация Белгородской области                                                                            |
| «Сибирь» (14)                             | Новосибирск      | Спартак                                | 12 500      | РАТМ, Сибмост, Сбербанк России, Муниципальный банк, Новосибирская топливная корпорация, soccer-arena          |
| «СКА-Энергия» (8)                         | Хабаровск        | Стадион имени Ленина                   | 20 000      | ДВЖД, СУЭК |
| «Урал» (4)                                | Екатеринбург     | Уралмаш                                | 13 000      | Трубная металлургическая компания                                                                             |
| «Черноморец» (9)                          | Новороссийск     | Центральный                            | 12 500      | Администрации Новороссийска и Краснодарского края                                                             |
| «Чита» (1, 2Д «Восток»)                   | Чита             | Локомотив                              | 10 200      | Администрация Забайкальского края                                                                             |
| «Шинник» (15, ПЛ)                         | Ярославль        | Шинник                                 | 22 984      | Администрация Ярославской области                                                                             |

## Итоговая таблица
| М  | Команда           | И  | В  | Н  | П  | Мячи    | ±   | О  | Примечания                 |
| -- | ----------------- | -- | -- | -- | -- | ------- | --- | -- | -------------------------- |
| 1  | Анжи              | 38 | 21 | 12 | 5  | 61 − 31 | +30 | 75 | Переход в Премьер-лигу     |
| 2  | Сибирь            | 38 | 22 | 7  | 9  | 60 − 21 | +39 | 73 | Переход в Премьер-лигу     |
| 3  | Алания            | 38 | 21 | 7  | 10 | 57 − 30 | +27 | 70 | Переход в Премьер-лигу     |
| 4  | Волга НН          | 38 | 17 | 14 | 7  | 54 − 32 | +22 | 65 |                            |
| 5  | КАМАЗ             | 38 | 18 | 10 | 10 | 50 − 31 | +19 | 64 |                            |
| 6  | Шинник            | 38 | 18 | 7  | 13 | 46 − 35 | +11 | 61 |                            |
| 7  | Салют-Энергия     | 38 | 17 | 10 | 11 | 54 − 41 | +13 | 61 |                            |
| 8  | Урал              | 38 | 15 | 15 | 8  | 40 − 32 | +8  | 60 |                            |
| 9  | Балтика           | 38 | 14 | 10 | 14 | 41 − 42 | −1  | 52 |                            |
| 10 | Краснодар         | 38 | 14 | 10 | 14 | 50 − 47 | +3  | 52 |                            |
| 11 | Витязь            | 38 | 13 | 12 | 13 | 46 − 39 | +7  | 51 | Переход во Второй дивизион |
| 12 | Волгарь-Газпром-2 | 38 | 12 | 15 | 11 | 40 − 41 | −1  | 51 |                            |
| 13 | Нижний Новгород   | 38 | 14 | 8  | 16 | 37 − 47 | −10 | 50 |                            |
| 14 | Луч-Энергия       | 38 | 13 | 11 | 14 | 42 − 43 | −1  | 50 |                            |
| 15 | СКА-Энергия       | 38 | 12 | 11 | 15 | 43 − 42 | +1  | 47 |                            |
| 16 | Носта             | 38 | 9  | 13 | 16 | 47 − 59 | −12 | 40 | Вылет во Второй дивизион   |
| 17 | Чита              | 38 | 10 | 5  | 23 | 27 − 65 | −38 | 35 | Вылет во Второй дивизион   |
| 18 | Черноморец        | 38 | 8  | 10 | 20 | 31 − 51 | −20 | 34 | Вылет во Второй дивизион   |
| 19 | Металлург         | 38 | 8  | 7  | 23 | 30 − 62 | −32 | 31 | Вылет во Второй дивизион   |
| 20 | МВД России        | 38 | 3  | 8  | 27 | 10 − 75 | −65 | 17 | Снятие после 1-го круга    |

И — игры, В — выигрыши, Н — ничьи, П — проигрыши, Мячи — забитые и пропущенные голы, ± — разница голов, О — очки

## Результаты матчей
|                       | 1   | 2   | 3   | 4   | 5   | 6   | 7   | 8   | 9   | 10  | 11  | 12  | 13  | 14  | 15  | 16  | 17  | 18  | 19  | 20    |
| --------------------- | --- | --- | --- | --- | --- | --- | --- | --- | --- | --- | --- | --- | --- | --- | --- | --- | --- | --- | --- | ----- |
| 1. Анжи               |     | 2:1 | 0:0 | 2:2 | 1:1 | 1:0 | 0:0 | 0:0 | 2:0 | 1:1 | 2:1 | 1:0 | 4:0 | 2:0 | 3:1 | 4:1 | 3:0 | 2:0 | 3:0 | 1:0   |
| 2. Сибирь             | 2:1 |     | 1:0 | 0:0 | 1:0 | 1:0 | 4:0 | 1:0 | 6:0 | 1:0 | 2:1 | 4:0 | 0:0 | 1:0 | 0:0 | 3:0 | 3:0 | 4:0 | 2:0 | 0:0   |
| 3. Алания             | 0:1 | 1:0 |     | 0:1 | 2:3 | 2:0 | 0:1 | 0:0 | 1:2 | 2:2 | 1:0 | 3:1 | 2:0 | 3:0 | 2:1 | 4:0 | 3:0 | 2:0 | 2:0 | 1:0   |
| 4. Волга              | 1:1 | 2:0 | 0:3 |     | 4:1 | 4:1 | 2:1 | 1:1 | 1:0 | 2:1 | 0:0 | 0:3 | 1:2 | 2:0 | 3:1 | 4:2 | 3:0 | 4:0 | 1:0 | +:-   |
| 5. КАМАЗ              | 1:1 | 2:1 | 1:1 | 2:0 |     | 0:1 | 0:0 | 1:1 | 0:1 | 2:1 | 3:1 | 0:0 | 3:0 | 2:0 | 3:1 | 3:1 | 2:0 | 1:1 | 1:1 | +:-   |
| 6. Шинник             | 3:0 | 3:1 | 1:2 | 1:0 | 2:0 |     | 4:2 | 1:2 | 0:0 | 1:1 | 1:1 | 0:0 | 3:0 | 1:3 | 1:0 | 2:1 | 0:2 | 0:1 | 1:0 | +:-   |
| 7. Салют-Энергия      | 3:0 | 0:0 | 2:0 | 1:1 | 1:0 | 1:2 |     | 2:0 | 3:2 | 2:1 | 1:1 | 1:0 | 0:2 | 1:0 | 2:0 | 2:0 | 5:2 | 1:0 | 5:1 | +:-   |
| 8. Урал               | 0:2 | 2:1 | 0:1 | 2:2 | 0:3 | 3:1 | 1:0 |     | 0:0 | 1:1 | 2:1 | 2:0 | 3:1 | 2:1 | 2:1 | 0:0 | 1:0 | 1:0 | 1:2 | 2:0   |
| 9. Балтика            | 0:0 | 0:3 | 3:1 | 0:0 | 2:0 | 0:2 | 2:2 | 1:2 |     | 1:0 | 2:1 | 1:1 | 2:2 | 1:2 | 0:2 | 3:0 | 2:1 | 1:0 | 3:0 | +:- 3 |
| 10. Краснодар         | 0:1 | 2:3 | 5:1 | 1:3 | 0:1 | 1:3 | 2:0 | 2:2 | 0:0 |     | 1:1 | 2:2 | 1:0 | 3:1 | 3:1 | 1:2 | 1:0 | 1:0 | 1:0 | +:-   |
| 11. Витязь            | 1:1 | 0:2 | 0:1 | 0:2 | 1:2 | 1:0 | 3:1 | 0:0 | 2:1 | 2:0 |     | 2:0 | 1:0 | 1:0 | 1:1 | 2:1 | 0:0 | 4:1 | 2:0 | 0:0   |
| 12. Волгарь-Газпром-2 | 1:3 | 0:2 | 1:0 | 1:0 | 1:0 | 0:0 | 2:2 | 1:1 | 1:1 | 0:0 | 2:1 |     | 2:3 | 3:1 | 0:0 | 1:1 | 2:0 | 1:0 | 1:1 | 0:1   |
| 13. Нижний Новгород   | 1:1 | 1:0 | 0:2 | 0:1 | 0:2 | 0:1 | 2:1 | 0:0 | 1:0 | 1:2 | 3:2 | 0:0 |     | 2:0 | 1:1 | 2:0 | 0:1 | 1:0 | 2:1 | 1:1   |
| 14. Луч-Энергия       | 3:2 | 1:0 | 1:1 | 2:2 | 0:0 | 0:2 | 0:0 | 0:0 | 2:0 | 2:1 | 0:1 | 2:2 | 2:0 |     | 2:2 | 1:1 | 1:1 | 2:0 | 1:0 | 0:0   |
| 15. СКА-Энергия       | 2:3 | 0:1 | 0:0 | 0:0 | 0:0 | 0:2 | 1:0 | 2:0 | 0:1 | 1:1 | 1:0 | 0:2 | 1:0 | 0:0 |     | 1:2 | 1:0 | 2:0 | 2:0 | 1:1   |
| 16. Носта             | 2:2 | 1:1 | 2:2 | 0:0 | 1:2 | 3:1 | 2:2 | 0:0 | 0:1 | 4:0 | 1:1 | 3:1 | 2:3 | 2:0 | 1:3 |     | 2:0 | 0:1 | 1:2 | 2:2   |
| 17. Чита              | 0:2 | 0:4 | 0:2 | 3:2 | 1:0 | 1:0 | 1:3 | 0:1 | 1:0 | 1:2 | 3:3 | 1:2 | 0:2 | 1:6 | 0:4 | 0:0 |     | 2:0 | 1:0 | +:-   |
| 18. Черноморец        | 1:2 | 2:1 | 0:1 | 0:0 | 1:0 | 1:1 | 1:1 | 1:1 | 0:3 | 1:2 | 1:1 | 1:1 | 1:1 | 0:1 | 4:0 | 2:2 | 3:0 |     | 1:1 | +:-   |
| 19. Металлург Лп      | 2:1 | 0:0 | 1:5 | 0:0 | 0:2 | 0:0 | 2:1 | 2:1 | 1:1 | 1:3 | 0:3 | 1:2 | 3:0 | 1:2 | 1:6 | 0:1 | 0:1 | 1:2 |     | +:-   |
| 20. МВД России        | -:+ | -:+ | -:+ | 0:0 | 1:3 | 0:1 | 0:1 | -:+ | 2:1 | 0:1 | -:+ | -:+ | -:+ | -:+ | -:+ | -:+ | 0:0 | 2:1 | 0:2 |       |

|  | победа хозяев |
|  | ничья         |
|  | победа гостей |

## Бомбардиры
| #   | Футболист         | Команда | Голов  |
| --- | ----------------- | ------- | ------ |
| 1   | Алексей Медведев  | Сибирь  | 18 (4) |
| 2   | Спартак Гогниев   | КАМАЗ   | 17 (4) |
| 3   | Владимир Шишелов  | Урал    | 16 (5) |
| 4   | Роман Григорян    | Витязь  | 15 (5) |
| 5   | Отар Марцваладзе  | Анжи    | 13     |
| 6-7 | Никита Бурмистров | Шинник  | 12     |
| 6-7 | Сергей Даду       | Алания  | 12 (2) |
| 8   | Антон Хазов       | Волга   | 10     |

Примечание. В скобках указано количество мячей, забитых с пенальти.

## Составы
| Клуб              | Главный тренер                                       | Капитан            | Отставки тренеров |
| ----------------- | ---------------------------------------------------- | ------------------ | --- |
| Алания            | Александр Яновский (и. о., 25-й тур); Мирча Редник   | Джамбулад Базаев   | Валерий Петраков (после 24-го тура) |
| Анжи              | Омари Тетрадзе                                       | Расим Тагирбеков   | |
| Балтика           | Леонид Ткаченко                                      | Денис Матьола      | Зураб Саная (после 12-го тура) |
| Витязь            | Андрей Новосадов и. о.                               | Владислав Дуюн     | Сергей Балахнин (после 30-го тура) |
| Волга             | Сергей Передня (и. о., 15—20-й туры); Хазрет Дышеков | Виталий Астахов    | Сергей Петренко (после 14-го тура) |
| Волгарь-Газпром-2 | Александр Игнатенко                                  | Иван Ершов         | |
| КАМАЗ             | Виталий Панов (и. о.)                                | Спартак Гогниев    | Юрий Газзаев (после 35-го тура) |
| Краснодар         | Нурбий Хакунов                                       | Максим Деменко     | |
| Луч-Энергия       | Александр Побегалов                                  | Беслан Гублия      | Беньяминас Зелькявичус (после 10-го тура) Константин Емельянов (и.о., 11—15-й туры); Франсиско Аркос (после 24-го тура)                  |
| МВД России        | Владимир Эштреков                                    | —                  | Юрий Ковтун (после 14-го тура) |
| Металлург         | Валерий Третьяков                                    | —                  | Геннадий Стёпушкин (после 16-го тура) |
| Нижний Новгород   | Александр Григорян                                   | Олег Губанов       | Михаил Афонин (после 14-го тура) |
| Носта             | Олег Саматов (и. о., 14—17-й туры); Геннадий Гридин  | Руслан Суродин     | Сергей Подпалый (после 13-го тура) |
| Салют-Энергия     | Сергей Ташуев                                        | Сергей Кушов       | |
| Сибирь            | Игорь Криушенко                                      | Алексей Медведев   | |
| СКА-Энергия       | Владимир Файзулин                                    | Андрей Коновалов   | |
| Урал              | Владимир Федотов (в 16—20 турах — и. о.)             | Алексей Катульский | Александр Побегалов (после 15-го тура)                                                                                                   |
| Черноморец        | Игорь Черний                                         | Виталий Ланько     | Николай Южанин (после 7-го тура) Эдуард Саркисов (и.о., 8—14-й туры); Игорь Черний (после 20-го тура) Александр Ирхин (после 28-го тура) |
| Чита              | Андрей Недорезов (и. о.)                             | Максим Крейсман    | Олег Кокарев (после 26-го тура) |
| Шинник            | Юрий Быков                                           | Роман Монарёв      | Сергей Павлов (после 9-го тура) Иван Лях (в 10—14 турах — и. о.; после 33-го тура)                                                       |

Примечания
1. ↑  Де-факто Передня продолжал исполнять обязанности главного тренера, но из-за отсутствия соответствующей лицензии официально главным тренером считался Дышеков[44][45].
2. ↑  Представлен команде был накануне игры 24-го тура дома с «Уралом» (0:0), состоявшейся 9 августа[46], однако официально приступил к обязанностям позже[20], дебют состоялся 12 августа в домашней игре (перенесённый матч 23-го тура) против «Сибири» (1:0)[29].
3. ↑  Де-факто команду продолжал тренировать Емельянов, не имеющий тренерской лицензии Pro[47].
4. ↑  Де-юре главный тренер — Евгений Перевертайло[48][49].
5. ↑  Де-факто команду продолжал тренировать Саркисов, не имеющий тренерской лицензии Pro[47].

## Экипировка клубов
| Бренд  | # | Клубы                                                             |
| ------ | - | ----------------------------------------------------------------- |
| Adidas | 7 | Анжи, Волга, Волгарь-Газпром, КАМАЗ, Нижний Новгород, Носта, Чита |
| Nike   | 6 | Балтика, Витязь, Луч-Энергия, МВД России, Сибирь, СКА-Энергия     |
| Umbro  | 5 | Алания, Металлург, Салют-Энергия, Черноморец, Шинник              |
| Kappa  | 1 | Краснодар                                                         |
| Lotto  | 1 | Урал                                                              |

## Лауреаты сезона
Лауреатами сезона по результатам опроса клубов лиги стали:
Лучший игрок — Алексей Медведев («Сибирь»)
Лучший вратарь — Сергей Чепчугов («Сибирь»)
Лучший защитник — Расим Тагирбеков («Анжи»)
Лучший полузащитник — Николай Жосан («Анжи»)
Лучший нападающий — Алексей Медведев («Сибирь»)
Лучший тренер — Омари Тетрадзе («Анжи»)